# Ellen Brusse
Ellen Brusse, pseudoniem van Elizabeth Gerardina Wenmakers (Rotterdam, 13 oktober 1950), is een Nederlands televisiepresentatrice en omroepster.
Ze was van 1980 tot 1996 het gezicht van de TROS. Begin jaren negentig was ze naast Jan van de Craats ook de medepresentator van O, Zit Dat Zo, een populairwetenschappelijk programma over wiskunde en natuurkunde. Daarnaast presenteerde ze het knutselprogramma Kreatief met Karton. Voor de radio bracht ze jarenlang als opvolgster van Mireille Bekooij in een duopresentatie met Wim Bosboom de TROS Nieuwsshow.
Na zestien jaar verliet ze op 1 december 1996 de TROS om voor Joop van den Ende te gaan werken. Ze presenteerde toen het middagprogramma Tearoom bij RTL 4, dat al vrij snel na de start weer door de sponsor van de buis werd gehaald. Daarna was ze een aantal jaar niet op de televisie te zien. Wel werd ze geparodieerd door Tosca Niterink in het programma Kreatief met Kurk.
Op 1 september 2004 keerde ze terug in het BNN-programma I Love the Betuwe, dat ze samen met Filemon Wesselink presenteerde. In december 2005 was ze ploegleidster in het programma Sterrenslag van BNN. Aan dat programma had ze in haar TROS-jaren al diverse keren meegedaan als deelneemster.
Ellen Brusse was lange tijd ook de stem van de Rabofoon, het product van de Rabobank waarmee klanten telefonisch kunnen bankieren.
Tegenwoordig woont Ellen Brusse in het zuiden van Frankrijk.
- Nederlandse Thesaurus van Auteursnamen: 094995540
- Virtual International Authority File: 286939117